# Charlot chef de rayon
Pour plus de détails, voir Fiche technique et Distribution.
Charlot chef de rayon (The Floorwalker) est le premier film produit par la société de production Mutual. Cette série de douze films marquera une transition entre le style de ses premiers films (issus de l'univers frénétique de Mack Sennett) et les œuvres ultérieures à caractères romantiques et sociaux.

## Synopsis
Charlot sème la zizanie dans un grand magasin. Il participe, involontairement, à l'arrestation du directeur et du chef de rayon de ce magasin, coupables de malversations multiples.

## Fiche technique
- Titre original : The Floorwalker
- Pays d'origine : U.S.A.
- Genre : comédie burlesque
- Format : Noir et blanc - Muet
- Réalisation et scénario : Charles Chaplin
- Directeurs de la photographie : William C. Foster et Frank D. Williams
- Production et distribution : Mutual
- Première présentation : 15 mai 1916
- Durée : 29 minutes

## Distribution
- Charlie Chaplin : le vagabond (Charlot)
- Edna Purviance : la secrétaire
- Eric Campbell : le directeur du magasin
- Lloyd Bacon : le chef de rayon
- Albert Austin : le premier vendeur
- Leo White : le client chic
- Charlotte Mineau : la femme détective
- Henry Bergman : le vieux gâteux
- James T. Kelley : le garçon d'ascenseur
- Frank J. Coleman : le concierge
- John Rand : un policier (non crédité)
- Tom Nelson : le détective